# Donogh O'Malley
Donogh Brendan O'Malley (18 janvier 1921 - 10 mars 1968) est un homme politique irlandais du Fianna Fáil et un joueur de Rugby à XV qui est ministre de l'Éducation de 1966 à 1968, ministre de la Santé de 1965 à 1966 et secrétaire parlementaire du ministre des Finances de 1961 à 1965. Il est Teachta Dála (TD) pour la circonscription de Limerick Est de 1954 à 1968.
On se souvient surtout de lui comme du ministre qui a introduit l'enseignement secondaire gratuit en république d'Irlande,.

## Jeunesse et vie privée
O'Malley est né à Limerick le 18 janvier 1921, l'un des huit enfants de Joseph O'Malley, ingénieur civil, et de son épouse, Mary (née Tooher). Né dans une riche famille de la classe moyenne, il est éduqué par les jésuites au Crescent College et plus tard au Clongowes Wood College, dans le comté de Kildare. Il étudie à l'University College Galway (UCG), où il obtient un diplôme en génie civil en 1943. Il retourne ensuite à Limerick, où il travaille comme ingénieur avant de s'impliquer en politique.
O'Malley joue au rugby au niveau provincial pour Munster, Leinster et Connacht et au niveau club pour Garryowen et Shannon RFC. Ses chances de faire une carrière internationale sont ruinées par la suspension des matches internationaux pendant la Seconde Guerre mondiale. C'est lors d'un match de rugby à Tralee qu'il rencontre pour la première fois Hilda Moriarty (1922-1991), qu'il épouse en août 1951. Elle est originaire d'une région Gaeltacht de Daingean Ui Chuis, dans le comté de Kerry et l'aide avec les segments en langue irlandaise de ses discours. Le couple a deux enfants : l'acteur Daragh O'Malley et Suzanne, une créatrice de mode. L'épouse d'O'Malley est célèbre comme l'amour idéal de Patrick Kavanagh dans le poème « On Raglan Road »,,. Avant de rencontrer Hilda, O'Malley a été fiancée à Audrey Harris (soeur de l'acteur Richard Harris) décédée tragiquement à l'âge de 21 ans.

## Début de carrière politique
Bien qu'O'Malley se soit présenté comme candidat du Fianna Fáil (le parti issu du camp anti-traité lors de la guerre civile irlandaise), il est né dans une famille politiquement active qui soutient Cumann na nGaedheal (le parti issu du camp pro-Traité). jusqu’à une brouille avec le parti au début des années 1930. Il s'implique d'abord dans la politique locale en tant que membre de Limerick Corporation. Il devient maire de Limerick en 1961, le troisième frère O'Malley à occuper ce poste (Desmond O'Malley est maire de 1941 à 1943 et Michael O'Malley de 1948 à 1949). O'Malley arrive en tête à chaque élection.
Donogh O'Malley est élu pour la première fois au Dáil Éireann en tant que député Fianna Fáil pour Limerick East aux élections générales de 1954. Le Fianna Fáil quitte le gouvernement à cette occasion. Il passe le reste de la décennie sur les bancs d’arrière-ban ; cependant, son parti revient au pouvoir en 1957. Deux ans plus tard, le processus de modernisation commence lorsque Seán Lemass succède à Éamon de Valera au poste de Taoiseach. Lemass nomme des ministres plus jeunes, alors que la vieille garde qui a servi le parti depuis sa fondation en 1926 commence à prendre sa retraite.
En 1961, O'Malley rejoint le gouvernement en tant que secrétaire parlementaire du ministre des Finances. O'Malley fait partie d'un nouveau style d'homme politique plus impétueux qui émerge dans les années 1960, parfois surnommé « les hommes en costumes de Mohair »,. On s’attend à ce que cette génération d’hommes politiques, née après la guerre civile, soit une force modernisatrice dans l’Irlande de l’après de Valera.
Bien que son parcours sportif soit dans le rugby et la natation, Il devient dirigeant dans le football associatif comme président de la Fédération d'Irlande de football,.

## Carrière au Cabinet
Après le maintien du pouvoir du Fianna Fáil lors des élections générales de 1965, O'Malley rejoint le cabinet en tant que ministre de la Santé. Il passe un peu plus d'un an à ce poste avant d'être nommé ministre de l'Éducation, poste dans lequel il fait preuve d'un dynamisme reconnu. Ayant succédé à un autre jeune ministre dynamique, Patrick Hillery (un allié politique et ami qui a fréquenté l'école de médecine avec l'épouse d'O'Malley, Hilda), il présente les recommandations d'un rapport officiel sur l'éducation.
En tant que ministre de l'Éducation, O'Malley étend le programme de transport scolaire et commande la construction de nouvelles écoles polyvalentes et communautaires non confessionnelles dans les zones où elles sont nécessaires. Il introduit les collèges techniques régionaux (RTC), désormais appelés instituts de technologie, dans les zones où il n'existe pas de collège de troisième niveau. Le meilleur exemple de cette politique est l'Université de Limerick, à l'origine un institut d'enseignement supérieur, qu'O'Malley transforme en université. Son projet de fusionner le Trinity College de Dublin et l'University College de Dublin suscite une énorme controverse et échoue, bien qu'il ait été soutenu par son collègue du cabinet Brian Lenihan. L'accès à l'enseignement supérieur est également étendu, l'ancien système de bourses étant remplacé par un système de bourses sous conditions de ressources qui facilite l'accès aux étudiants dont les parents ne sont pas aisés.

### Enseignement secondaire gratuit
Au milieu du XXe siècle, l'Irlande connait une émigration importante, en particulier vers le Royaume-Uni voisin où, en plus des opportunités d'emploi, l'État dispose d'une meilleure offre d'éducation et de soins de santé. Les changements sociaux en Irlande et les politiques visant à corriger ce déficit se heurtent à une forte résistance, comme le projet Mother and Child Scheme de Noël Browne. En tant qu'ancien ministre de la Santé, O'Malley a une expérience directe de la direction du ministère qui a tenté d'introduire ce programme et comprend les processus qui ont provoqué son échec, comme la résistance du ministère des Finances et de John Charles McQuaid. Cela influence sa stratégie dans la présentation de la proposition d'éducation gratuite.
Peu de temps après la nomination d'O'Malley, il annonce qu'à partir de 1969, toute éducation jusqu'au niveau du certificat intermédiaire serait gratuite et que des bus gratuits amèneraient les étudiants des zones rurales à l'école la plus proche. O'Malley semble avoir pris cette décision lui-même sans consulter les autres ministres ; cependant, il en a discuté avec Lemass. Jack Lynch – qui, en tant que ministre des Finances, devait trouver l'argent pour financer le programme – n'a pas été consulté et est consterné par cette annonce.
En annonçant la décision d'abord aux journalistes et un samedi (pendant un mois où le Dáil est en vacances), la réaction positive du public atténue la résistance à l'idée avant la réunion suivante du cabinet,. Les propositions d'O'Malley sont extrêmement populaires auprès du public et il est alors impossible pour le gouvernement de revenir sur sa parole.
Certains commentateurs irlandais considèrent que l'extension de l'éducation par O'Malley, a fait passer l'Irlande d'un pays où la majorité n'était scolarisée que jusqu'à l'âge de 14 ans à un pays avec un enseignement secondaire universel, et a conduit indirectement au boom du Tigre celtique des années 1990-2000.

### Le rapport Kennedy
En 1967, O'Malley nomme la juge Eileen Kennedy pour présider un comité chargé de mener une enquête sur les systèmes d'écoles de réforme et d'écoles industrielles,,. Le rapport, publié en 1970, est considéré comme révolutionnaire dans de nombreux domaines et est connu sous le nom de rapport Kennedy,.
Le rapport fait des recommandations sur un certain nombre de questions, dont les blanchisseries Magdalene, pour lesquelles elles n'ont pas été mises en œuvre. Le rapport recommande la fermeture d'un certain nombre de maisons de correction, notamment la tristement célèbre maison de correction de Daingean, dans le comté d'Offaly.

## Mort
Les réformes d'O'Malley font de lui l'un des membres les plus populaires du gouvernement ; il est affectueusement surnommé « l'homme de l'école » pour son travail dans le domaine de l'éducation. Sa mort subite à Limerick le 10 mars 1968, avant que sa vision du système éducatif ne soit achevée, est un choc pour le public. Il est enterré avec des funérailles nationales irlandaises.
Après son décès, sa veuve, Hilda O'Malley, ne se présente pas à l'élection partielle suivante pour le siège qu'il a laissé vacant. Elle est remportée de justesse par leur neveu Desmond O'Malley. Hilda sollicite l'investiture du Fianna Fáil pour les élections générales de 1969, mais le Fianna Fáil désigne Desmond, en tant que député en exercice. Hilda O'Malley se présente comme candidate indépendante à cette élection ; après une campagne âpre contre son neveu, elle échoue à obtenir le quatrième siège dans Limerick Est pour seulement 200 voix.